# Huracán de San Diego de 1858
El huracán de San Diego de 1858 fue un huracán muy inusual en California en Estados Unidos. Es el único ciclón tropical documentado en haber impactado a California como un huracán, aunque otros sistemas han impactado a California como tormentas tropicales.

## Historial de tormentas
Algunas veces, los huracanes se forman en el este del océano Pacífico. A diferencia de las tormentas del Pacífico del este, esta se movió al norte. El 2 de octubre, llegó cerca de la costa del Sur de California, debilitándose tierra adentro. Por poco toca tierra, ya que se dirigió al noroeste. Se acercó a la Isla de Santa Catalina en Channel Islands y se desapareció ahí. Aunque existe cierta incertidumbre sobre el rumbo reconstruido de este huracán.

## Impacto
En San Diego, la lluvia fue muy fuerte, y los daños a las propiedades fueron graves, muchas casas perdieron sus techos, mientras que otras casas colapsaron. Además, los árboles fueron arrancados desde sus raíces y cercas destruidas. También fue destruido un molino que recientemente había sido construido. Tres goletas, el Plutus, la Lovely Flora, y la X.L. fueron arrastradas hasta el mar, aunque solo la X.L. sufrió de daños graves.
Las precipitaciones en San Pedro fueron también muy fuertes, pero no se reportaron de vientos huracanados. Partes del terraplén de la ciudad fueron arrastrados, causando solo $100 de ese entonces (aproximadamente $2482.31 actuales) en daños.  El yate, la Medora, fue arrastrada. Hubo varios reportes que el yate era irreparable, pero después se dijo que los daños no eran tan graves y se pudo reparar. Una barcaza fue destruido, al igual que una gran parte del muelle de San Pedro.
El Monte fue azotado por fuertes vientos, dañando plantaciones de mazorcas y árboles. Los Ángeles y Visalia tuvieron gran cantidad de agua, tanto como 7 pulgadas (177,8 mm), pero vientos relativamente calmos.
En una estimación por Michael Chenoweth y Christopher Landsea, si esa tormenta fuese a tocar tierra hoy, causaría alrededor de $500 millones de dólares en daños.

## Redescubrimiento
Usando los periódicos de la época, dos investigadores de NOAA, Christopher Landsea y Michael Chenoweth, reconstruyeron este huracán. Sus fuertes vientos se mencionan en el folclore de la región.